# Шайхет, Аркадий Самойлович
Аркадий Самойлович Шайхет (при рождении Абрам Шмулевич Шайхет; 28 августа [9 сентября] 1898, Николаев, Херсонская губерния — 18 ноября 1959, Москва) — советский фотограф, один из основоположников советского фоторепортажа, мастер документальной фотографии.

## Биография
Родился 28 августа (9 сентября) 1898 года в Николаеве в небогатой еврейской семье: отец, херсонский мещанин Шмуль Эльевич Шайхет, торговал бочковым пивом, мать Рухля Шайхет держала небольшую белошвейную мастерскую. Сестра Бейла (1903—?).
Окончил 4 класса начальной школы. Не смог поступить в гимназию из-за существовавшего в те годы образовательного ценза для евреев, поэтому начал работать подручным слесаря на Николаевском судостроительном заводе.
В Гражданскую войну служил в Красной Армии в духовом оркестре. Во время службы перенёс тяжёлый сыпной тиф с осложнением на сердце.
В 1922—1924 годах работал ретушёром в частной фотографии «Рембрандт» в Москве, располагавшемся на Сретенке. Именно в это время видный советский чиновник, ответственный секретарь РОСТА Дмитрий Бразуль, разглядевший в А. Шайхете склонность к творчеству, посоветовал ему обратить внимание на жанр фоторепортажа, что оказало решающее влияние на его дальнейший жизненный путь. Вскоре первые фотографии Шайхета появились в популярной тогда «Рабочей газете» (иллюстрированное приложение «Экран»).
Летом 1923 года его пригласили в редакцию еженедельного журнала «Московский пролетарий», и в течение нескольких последующих лет его фотографии украшали обложку и центральный разворот этого издания.
С 1924 года сотрудничал с журналами «Огонёк», «СССР на стройке» и «Наши достижения», создав в своих репортажах фотолетопись первых пятилеток. Знакомство с Михаилом Кольцовым, главным редактором журнала «Огонёк», становится знаковым в жизни Аркадия Шайхета.
По поручению редакции снимал похороны Ленина. В страшный январский мороз он успел сделать только 2 кадра, дальше отказал замёрзший затвор. В том же году сделал первый фоторепортаж с первомайского парада. Именно начиная с этих фотографий он начинает использовать диагональное построение кадра, позже ставшее одной из отличительных черт его стиля.
В 1925 году Шайхет в «Огоньке» публикует серию снимков, посвящённых завершению строительства Шатурской ТЭЦ. Среди них были фотографии, ставшие символическими: «Лампочка Ильича» и «Открытие Шатурской электростанции».
Весной 1926 года участвовал в первой выставке фоторепортажа, организованной Ассоциацией московских фоторепортёров.
24 июня 1927 года арестован советскими органами внутренних дел по ложному доносу, содержался в Бутырской тюрьме. В ОГПУ на допросе ему предъявили обвинение в том, что он «изобличается в передаче за вознаграждение польской дипмиссии фотографий, не подлежащих оглашению за границей». Благодаря вмешательству М. Кольцова был освобождён 10 декабря под подписку о явке к следователю. Впрочем, реабилитирован фотограф был лишь в 2006 году.
В 1928 году участвовал в грандиозной всесоюзной фотовыставке «Советская фотография за 10 лет», экспонировавшейся в залах бывшего Охотничьего клуба на Воздвиженке, где был удостоен диплома I степени, а в январе 1930 года была открыта выставка фотографов «Огонька», в том числе и Шайхета (в том же году показана в Лондоне). С 1930 года начал сотрудничать с журналом «СССР на стройке», главным редактором которого являлся Максим Горький. 
Летом 1931 года Общество друзей СССР в Австрии решило устроить экспозицию фотографий, отражающих ход социалистического строительства в СССР. Специальный раздел составила серия «День московской рабочей семьи». Работу по съёмке рабочей семьи металлиста Филиппова выполнила бригада в составе фотографов А. Шайхета, М. Альперта, С. Тулеса и руководителя-редактора Л. Межеричера. После выставки коммунистический германский еженедельник «Arbeiter-Illustrierte-Zeitung» посвятил материалу отдельный номер под названием «24 часа из жизни московской рабочей семьи», произведший фурор в Германии и Австрии. Полумиллионный тираж еженедельника быстро разошёлся, и его отпечатали вторично.
В апреле 1934 года снимал встречу челюскинцев для газеты «Правда».
Был одним из 23 участников выставки мастеров советского фотоискусства, состоявшейся в Москве летом 1935 года.
С 1938 года работал в «Иллюстрированной газете». Широко известна символичная фотография А. Шайхета «Экспресс» 1939 года.
Во время Великой Отечественной войны много снимал на фронте как корреспондент газеты «Фронтовая иллюстрация». Фотографии Шайхета публиковались в газетах «Правда», «Красная звезда», «Комсомольская правда». Фотографировал военные действия на разных фронтах, в том числе под Москвой, под Сталинградом, на Курской Дуге, при взятии Берлина. По свидетельствам очевидцев, снимал на передовой, участвовал в боях.
В 1944 году за подвиг под Кёнигсбергом удостоен боевого ордена Красного Знамени: на редакционной машине вместе с шофёром Аркадий Шайхет вывез раненых с поля боя.
Фотографировал встречу победителей на Белорусском вокзале летом 1945 года.
В послевоенные годы с перерывами снова работал в журнале «Огонёк». За это время перенёс 3 инфаркта.
Умер 18 ноября 1959 года от 4-го инфаркта миокарда во время съёмки для журнала «Юный техник».

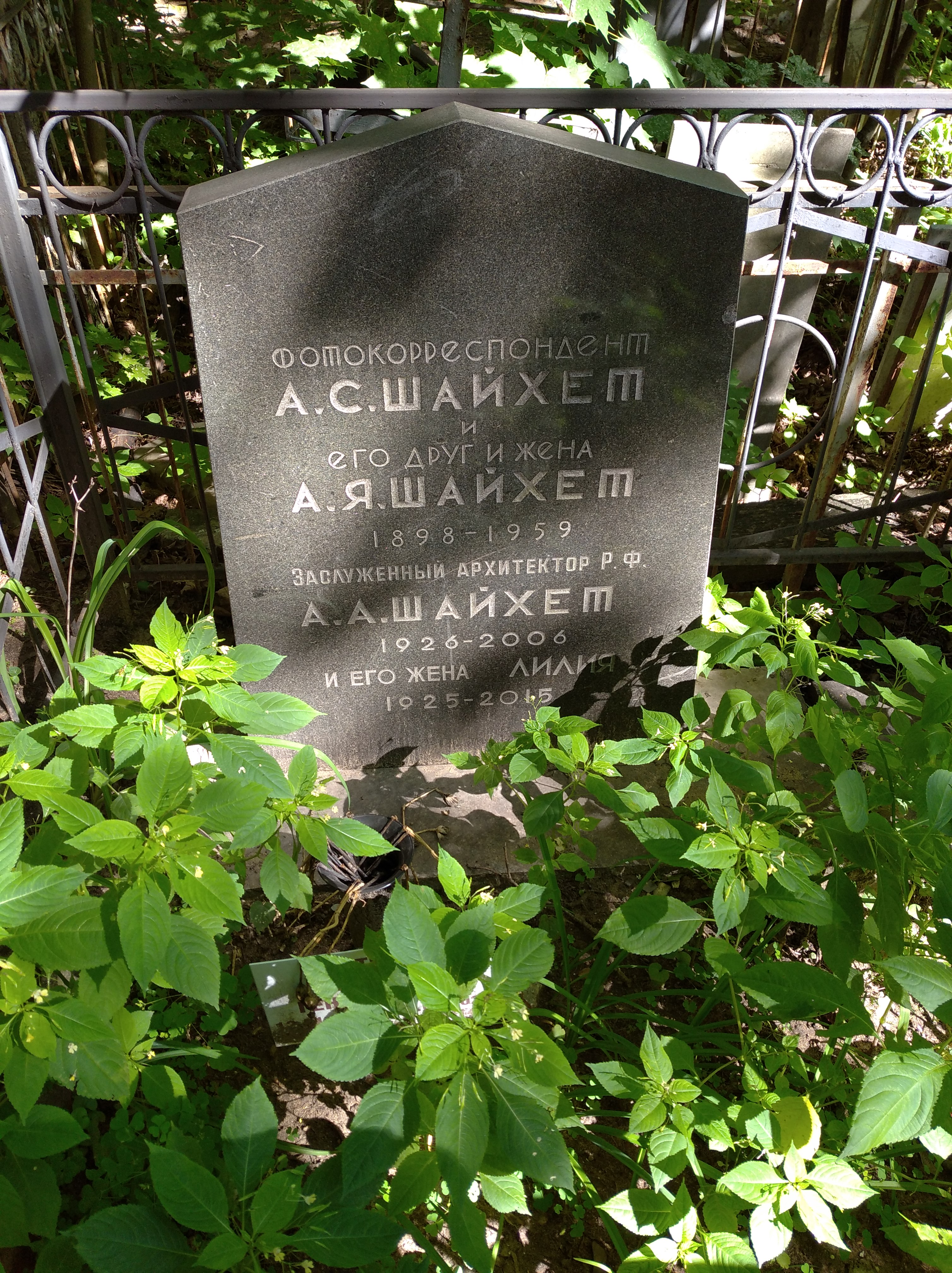
Могила Аркадия Шайхета

Похоронен в Москве на Армянском кладбище.

## Семья
Сын — архитектор  Анатолий Шайхет. 
Двоюродный брат — скрипач Александр Шайхет. 

## Награды
- Орден Красного Знамени (19.5.1944)[11]
- Орден Отечественной войны II степени (20.9.1945; был представлен к ордену Красной Звезды)[12]
- Медаль «За оборону Москвы»
- Медаль «За оборону Сталинграда»
- Медаль «За взятие Берлина»
- Медаль «За победу над Германией в Великой Отечественной войне 1941—1945 гг.»

## Персональные выставки
- 2012 — «Аркадий Шайхет. Продолжение. 1928—1931»[13] Мультимедиа Арт Музей, Москва.[14]
- 2014 — «Аркадий Шайхет. Фотографии 1932—1941» Мультимедиа Арт Музей, Москва.
- 11.III—10.IV.2016 — «Аркадий Шайхет. 1945—1959. Эпизод 4-й» Мультимедиа Арт Музей, Москва[15].

## Книги работ A. С. Шайхета
- Альбом Аркадия Шайхета из серии «ФОТОГРАФИЧЕСКОЕ НАСЛЕДИЕ» Издательство «Арт-Родник» 2007.

## Книги с участием работ A. Шайхета
- «Антология Советской фотографии, 1917—1940» Издательство ПЛАНЕТА, Москва 1986
- «Антология Советской фотографии, 1941—1945» Издательство ПЛАНЕТА, Москва 1987
- PROPAGANDA & DREAMS, Edition Stemmle 1999 ISBN 3-908161-80-0